# Mimonneticus
Mimonneticus is een kevergeslacht uit de familie van de boktorren (Cerambycidae). De wetenschappelijke naam van het geslacht werd voor het eerst geldig gepubliceerd in 2000 door Monné M. L. & Napp.

## Soorten
Mimonneticus is monotypisch en omvat slechts de volgende soort:
- Mimonneticus guianae M. L. Monné & Napp, 2000